# تاتول دیلاکیان
تاتول دیلاکیان (ارمنی: Թաթուլ Դիլաքյան؛ انگلیسی: Tatul Dilakyan؛ ۳۱ مارس ۱۹۱۳ – ۱۲ اوت ۱۹۸۹) یک بازیگر و خواننده اهل ارمنستان بود. وی بین سال‌های ۱۹۳۴ تا ۱۹۷۶ میلادی فعالیت می‌کرد.

## گزیده فیلمشناسی
از فیلم‌ها یا برنامه‌های تلویزیونی که وی در آن نقش داشته‌است می‌توان به آثار زیر اشاره کرد.
- گیکور (۱۹۳۷)
- ماهی‌گیران سوان (۱۹۳۹)
- کارو (۱۹۳۹)
- ۰۱-۹۹ (۱۹۵۴)
- مردی از المپوس (۱۹۷۴)
- پرتگاه (۱۹۷۳)